# Щитовский, Фёдор Фёдорович
Фёдор Фёдорович Щитовский (1793—1848) — генерал-майор; участник войн против Наполеона.

## Биография
Фёдор Щитовский родился в 1793 году. Воспитывался сначала дома, а в 1808 г. был определен во 2-й кадетский корпус, по окончании которого 22 февраля 1810 г. произведён в прапорщики и назначен в 14-й егерский полк. В этом полку он прослужил девять лет, с ним же принимал участие в преследовании Наполеона в 1812 году, заграничных кампаниях 1813 и 1814 годов, которые завершил участием во взятии Парижа; за отличие был произведён в 1813 году в подпоручики, а в следующем году в поручики; награждён орденами: Св. Анны 4-й и 3-й степени и Св. Владимира 4-й степени с бантом.
В 1817 г. Щитовский произведён был в штабс-капитаны, а еще через два года переведён в 1-й карабинерный полк и за отличие по службе произведён в капитаны. В 1822 г. он был произведён в майоры и назначен командиром поселенного батальона 1-го карабинерного полка. Эту должность он занимал восемь лет и в течение того времени дважды получил в награду бриллиантовые перстни и один раз денежное пособие.
В 1830 г. его произвели в подполковники и назначили командиром учебного морского рабочего экипажа, которым он командовал до самой своей смерти. В 1832 году он получил орден Св. Анны 2-й степени, а в 1834 г. — императорскую корону к этому ордену. Тогда же ему было пожаловано и денежное пособие, а в следующем году орден Св. Станислава 2-й степени.
6 декабря 1836 г. за беспорочную выслугу 25-ти лет в офицерских чинах Щитовский был награждён орденом св. Георгия 4-го класса (№ 5444 по списку Григоровича — Степанова), а в следующем году произведён в полковники. Продолжая и дальше так же ревностно исполнять свои обязанности, он через два года получил в пожизненное владение 1500 десятин земли, а в 1844 г. награждён был орденом Св. Владимира 3-й степени. Наконец, 11 апреля 1848 г. он был произведён в генерал-майоры. Эта награда застала его уже больным и была последней. Щитовский скончался 9 (21) июля 1848 года в Санкт-Петербурге, похоронен был на Смоленском православном кладбище.